# Melaleuca zeteticorum
Melaleuca zeteticorum är en myrtenväxtart som beskrevs av Lyndley Alan Craven och Lepschi. Melaleuca zeteticorum ingår i släktet Melaleuca och familjen myrtenväxter. Inga underarter finns listade i Catalogue of Life.